# Vlčí volání
Vlčí volání (Le Chant du loup) je francouzské filmové drama z prostředí válečných ponorek z roku 2019. Film napsal a režíroval Antonin Baudry.

## Děj
Film začíná misí, kde se snaží francouzská ponorka Titane vyzvednout ze syrské pevniny vojenskou jednotku. Vojenský zvukový analytik Chanteraide zaznamenává na ponorce zvuk, který nedokáže přesně identifikovat. Od možnosti ponorky ho zrazuje, že zvuk zní jako od čtyřlopatkového šroubu, ale žádná existující ponorka čtyři lopatky nemá. Nakonec chybně rozhoduje, že jde o planý poplach. Mezitím se ozývá sonar cizí ponorky znějící jako vlčí volání, a ponorka předává souřadnice Titanu rádiem. Na to reaguje íránská helikoptéra, která na Titan shazuje tři bomby. To už má Chanteraide jasno, že musí jít o nějakou novou ponorku, nejspíše ruskou ponorku Jaguar. Kapitán Grandchamp se rozhodne zariskovat a místo ústupu velí k vynoření ponorky, přitom sám z ní vylézá a pomocí RPG sestřeluje vrtulník. Mezitím jednotka z pevniny připlouvá v potápěčské výstroji a vstupuje do ponorky. Mise je úspěšně ukončena.
Po návratu Rusko napadá finské Alandy, francouzský prezident posílá na Alandy pozemní vojsko i jadernou ponorku Effroyable, která je na základě hrdinství svěřena kapitánovi Titanu Grandchampovi. Chanteraideovi jeho nadřízený vysvětluje, že se určitě spletl a že šlo o podvodní dron a nikoliv ruskou ponorku Jaguar. Nechce mu ukázat analýzu, která to podkládá, nicméně Chanteraide odposlouchává jeho heslo do databáze, čímž se k ní dostává a začíná hledat další informace. V knihovně se setkává s mladou Diane, jejíž pravé jméno je Prairie, a ihned mezi nimi přeskočí jiskra. Ačkoliv u ní hledá odbornou knihu o zvucích pro svou analýzu, zjišťuje, že kniha má být sice v knihovně přítomna, ale fyzicky tam není. Přivede ho to ale aspoň k myšlence projít archiv vyřazených ruských ponorek, kde nachází papírově před lety vyřazenou ponorku Timour III se stejným zvukovým projevem a s párovým dvoulopatkovým pohonem, což vysvětluje onen 4 taktní zvuk. Je sice v archivu dopaden a zatčen nadřízeným kapitánem, ale přesvědčuje ho o své verzi. Kapitán později přichází s informací, že i Britové potvrdili podobnou zkušenost a i oni identifikovali zdroj jako Timour III, a propouští ho. Navíc ho umisťuje do jaderné ponorky Effroyable vyslané k Alandům, kde si ho vyžádal kapitán Grandchamp.
Po splnění dovednostních zkoušek se má Chanteraide nalodit, ale kvůli pozitivní zkoušce na marihuanu ho kapitán na loď nakonec nepouští. Ponorka odplouvá v doprovodu Titanu, v tom se ale rozeznívají sirény a Chanteraide proniká do řídící základny. Z Beringova moře byla na Francii vypálena jaderná raketa R-30 z ponorky Timour III, jejíž identitu potvrzuje Chanteraide. Francie odpaluje z Baltského moře protiraketovou střelu, která selhává. Ponorka Effroyable dostává rozkaz k protiútoku. Chanteraide mezitím analyzuje vystřelenou raketu R-30 a zjišťuje, že je příliš lehká, což potvrzuje i jeho velitel. Raketa má 20 procent hmotnosti, což odpovídá tomu, že je bez jaderné hlavice. Od Američanů přichází zpráva, že ponorku Timour III prodal bývalý ruský admirál před dvěma lety džihádistům za 120 milionů eur. Vyjasňuje se tak jejich plán prázdnou atomovou raketou vyvolat protiútok a zažehnout tak jadernou válku. Prezident vydává rozkaz zrušit protiútok, který má nastat za méně než hodinu. Bohužel k tomu ale neexistuje postup a jedinou možností je kontaktovat ponorku a snažit se vedení přesvědčit. Existuje ale velká pravděpodobnost, že by takové naléhání považoval Grandchamp za podvrh. Navíc ponorka je v neviditelném módu a v neznámé poloze, takže jediná možnost, jak ji kontaktovat, je Titane, který ji po doprovodu opustil teprve nedávno, takže by měl být blízko ni. Raketa R-30 dopadá a nezpůsobuje žádné škody, admirál a Chanteraidem vyrážejí vrtulníkem na Titane.
Na Effroyable finišují přípravy k výstřelu a hledání nejlepšího místa k odpalu. V tom objevují na sonaru ponorku. Nakonec se Titanu daří Effroyable kontaktovat a Grandchamp chce svolit ke kontaktu i přesto, že je upozorňován podřízeným na to, že je to proti pravidlům. Nakonec ho podřízený přesvědčuje a Grandchamp deaktivuje komunikační zařízení. Nakonec se kapitán Titanu D'Orsi rozhoduje fyzicky přímo navštívit Effroyable. Grandchamp se rozhoduje vystřelit na Titane torpédo, které ho úspěšně zasahuje a zasahuje i D'Orsiho. Titane sice zachvátí požár, ale zůstává vodotěsný. V požáru je ale uvězněn Chanteraide, kterého se ale podaří zachránit. D'Orsi padá do hlubin oceánu. Kapitán Grandchamp zadává prezidentský kód k odpalu jaderné rakety. Titane má ještě 3 minuty, aby jadernému výstřelu zamezil. Admirál odpaluje torpédo na Effroyable, Grandchamp vrací stejný úder, aby odvrátil Titane z kurzu a jeho torpédu tak přerušil spojení a radiové navádění. Jeden z posádky Titane panikaří a snaží se strhnout kurs ponorky ve strachu ze smrti, čemuž je mu ale zabráněno. Titane dál drží kurs a Effroyable vypouští návnadu, ale neúspěšně. Jedno torpédo vybuchuje nad Effroyable, druhé zasahuje přímo velitelskou věž Titanu. Těžce poškozený hořící Titane vysílá nouzový signál. Effroyable je také poškozený a obnovuje spojení. Chanteraide posílá radiovou zprávu pro kapitána Grandchampa, že odpálení rakety by bylo chybou. Kapitán vytahuje ovládací elektroniku a ruší odpal. Admirál vypouští Chanteraidea ve vzduchové vestě k hladině, ten tak jediný přežívá, i když se zničenými ušními bubínky. Film uzavírá ceremonie na ponorce k poctě potopených ponorek a Chanteraide se opět setkává s Diane.